# Carlos Lupi
Carlos Roberto Lupi (Campinas, 16 de março de 1957) é um professor e político brasileiro. É presidente nacional do Partido Democrático Trabalhista (PDT) e vice-presidente da Internacional Socialista.
Foi, também, deputado federal pelo estado do Rio de Janeiro, secretário de transportes da prefeitura do Rio, secretário de governo do estado do Rio e Ministro do Trabalho e Emprego nos governos Lula e Dilma Rousseff, e também foi Ministro da Previdência Social no governo Lula de 1° de janeiro de 2023 até 2 de maio de 2025.

## Biografia
De ascendência parcialmente italiana, é filho de Paulo Roberto Lupi e Carmelita Lopes Cavalcanti Lupi. Conheceu Leonel Brizola em 1980, época em que trabalhava como jornaleiro, tendo se filiado ao PDT no mesmo ano. Aluno do curso de Administração do Centro Educacional de Niterói (CEN), graduou-se em 1981 após quatro anos de curso.

## Vida pública
Ao longo de quatro anos (1983-1987) foi coordenador-geral das Regiões Administrativas Sul da Prefeitura do Rio de Janeiro nas gestões de Jamil Haddad, Marcelo Alencar e Saturnino Braga e, após a eleição municipal de 1988, foi assessor especial do prefeito Marcelo Alencar.
Em 1990, foi eleito deputado federal, licenciando-se a convite de Alencar, que o nomeou Secretário Municipal de Transportes. Dividindo-se entre o Executivo e o Legislativo foi vice-líder do PDT na Câmara dos Deputados, secretário da executiva regional (1994) e tesoureiro da executiva nacional (1996). Como deputado, apresentou 13 projetos de lei e foi considerado Deputado Nota 10 pelo Departamento Intersindical de Assessoria Parlamentar (DIAP). Foi titular da comissão de Educação, Cultura e Desporto, ajudando a votar na Lei de Diretrizes e Bases da Educação Nacional. No orçamento da União para 1992, aprovou 13 emendas, que beneficiaram as áreas de Educação e Saúde no Município e no Estado do Rio. Conseguiu a aprovação de duas importantes convocações: a do Bispo Edir Macedo, para dar esclarecimentos sobre o envolvimento com o narcotráfico e a do ministro da educação, Carlos Chiarelli, para explicar as denúncias de fraude no salário-educação. Também criou uma Comissão Especial Mista para discutir os privilégios do poder Judiciário.
Em 1998, foi eleito primeiro suplente do senador Saturnino Braga (PDT, PT, PSB, PCdoB, PCB). Saturnino prometeu dividir o mandato de oito anos com Lupi, o que não cumpriu.[carece de fontes?] Após o pleito foi Secretário Estadual de Governo no governo de Anthony Garotinho (1999—2000). Candidato ao Senado em 2002, obteve 180 mil votos e ficou na décima colocação.
Assumiu a presidência nacional do PDT, após a morte de Brizola, em 23 de julho de 2004. Nas eleições de 2006, foi candidato ao governo do Estado do Rio de Janeiro, ficando em sexto lugar, com 1,52% dos votos (125.735).

## Ministro do Trabalho e Emprego

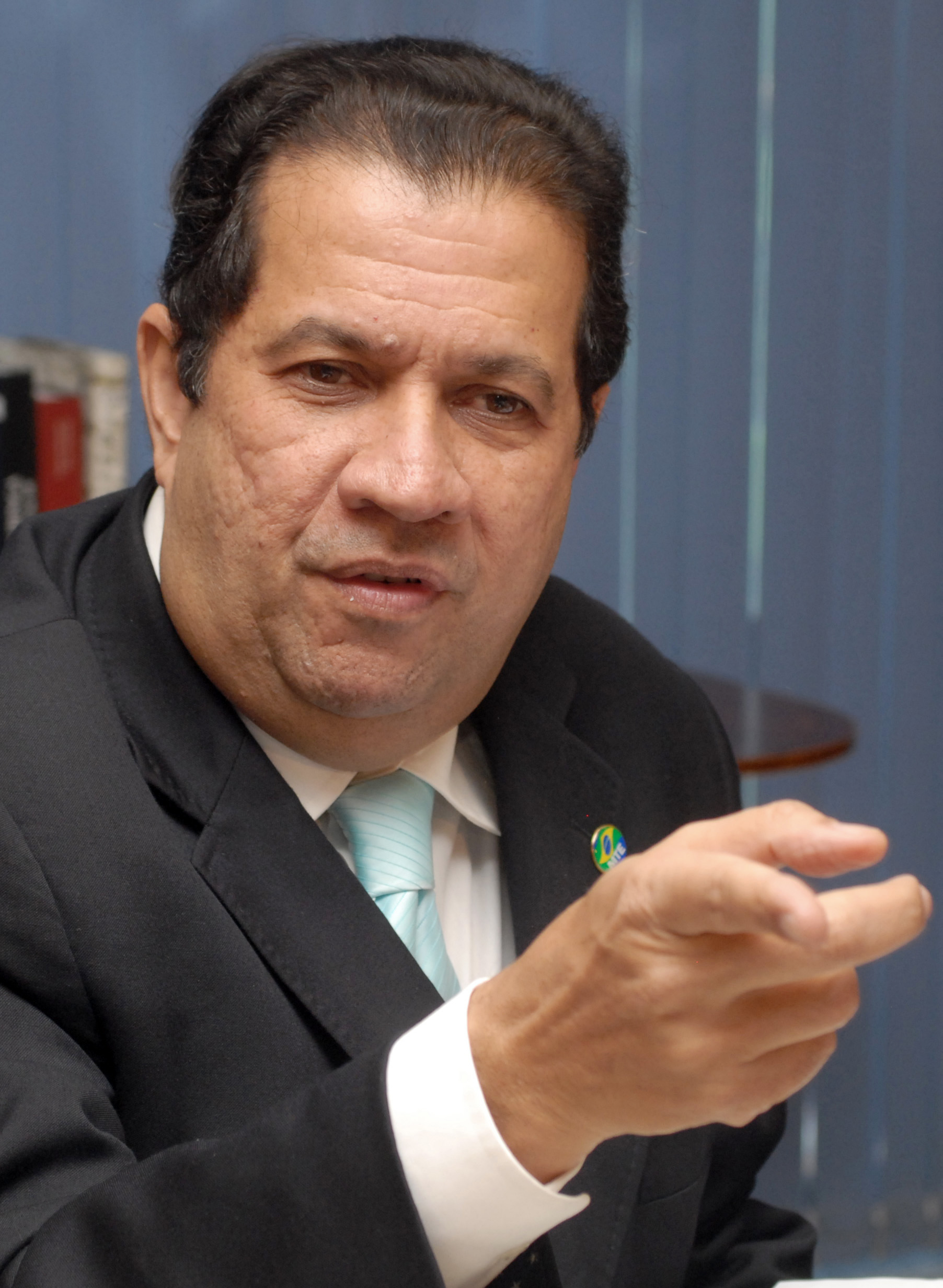
Ministro do Trabalho e Emprego

Em 29 de março de 2007, assumiu o Ministério do Trabalho e Emprego no segundo governo Luiz Inácio Lula da Silva e mantido na pasta pela presidente Dilma Rousseff. Durante sua gestão, propôs ações voltadas para o maior investimento no setor produtivo e a criação de novas linhas de crédito, como a Linha Pró-Cotista do FGTS. Foi responsável pela ampliação dos cursos gratuitos no Sistema S, pela regulamentação das centrais sindicais, pela regulamentação do trabalho aos domingos e pela elaboração da proposta de emenda constitucional para a regularização do trabalho das empregadas domésticas.
Em novembro de 2011, foi acusado de envolvimento com polêmico caso de desvio de dinheiro público. Lupi foi interrogado na Comissão de Fiscalização Financeira e Controle da Câmara dos Deputados, defendendo-se das denúncias. A Comissão de Ética Pública da Presidência da República recomendou a sua saída da Pasta. O ministro do Trabalho, no dia 4 de dezembro de 2011, entregou seu cargo, após uma reunião com Dilma Rousseff.
Em 2012, retornou à presidência nacional do PDT. Em 2014, candidatou-se ao Senado pelo Rio de Janeiro, ficando em quinto lugar, com 3,09% dos votos (228.086).
Em 2017, foi conduzido ao cargo de vice-presidente da Internacional Socialista, organização que reúne partidos de esquerda associados pelo mundo.

## Ministro da Previdência Social
Em 29 de dezembro de 2022, foi indicado como Ministro da Previdência Social do terceiro governo Lula.
Uma de suas primeiras ações como ministro foi a de se nomear membro titular do conselho fiscal do Serviço Social do Comércio (Sesc). A indicação foi oficializada por meio do Diário Oficial da União (DOU) no início de janeiro.
Os membros deste conselho são remunerados por meio de jetom, portanto recebem conforme participam de reuniões. O comparecimento em cada encontro correspondia a R$ 3,5 mil.
São realizadas seis reuniões ordinárias por mês — o que resultaria em um pagamento de R$ 21 mil mensais. O pedetista, que acumulará funções, recebe cerca de R$ 39,2 mil como ministro do governo de Luiz Inácio Lula da Silva (PT).
Em 2 de maio de 2025, Carlos pediu demissão do cargo após descoberta do Escândalo da fraude no INSS em 2025.